# Pell City
Pell City város az USA Alabama államában. Lakosainak száma 12 939 fő (2020. április 1.).

## Népesség
A település népességének változása:
| Lakosok száma | 9565 | 12 695 | 12 939 |
|               | 2000 | 2010   | 2020   |